# Dart 18 (Bootsklasse)
Der Dart 18 ist eine Zweihand-Bootsklasse, die zu den One-Design-Katamaran-Klassen gehört.

## Geschichte
Der Dart 18 entstand 1975 und wurde von Rodney March, aus dessen Feder auch der Tornado stammt, als strikte One Design Klasse entwickelt. Bis heute wurden zwar weitere Entwicklungsschritte gemacht, jedoch blieb das durch die strengen Bauvorschriften festgeschriebene Konzept erhalten.
Bis 2016 wurden mehr als 8350 Einheiten gebaut, die auf vier Kontinenten in 16 Nationen unterwegs sind.
Seit 2012 hält Windsport International die weltweite Herstellungslizenz. Die Boote werden seit 2005 bei Collins Fibreglass Plastics in Südafrika, und seit 2012 wieder in Europa gebaut.

## Rumpf
Die Rümpfe des Dart sind dem Design des Tornados sehr ähnlich, lediglich die Steckschwerter wurden nicht übernommen. Stattdessen erhielten die Rümpfe im unteren Bereich die für Strandkatamarane typischen Flossen.
Das Material ist Kunststoff (GFK) mit einer Stärke von wenigen Millimetern in den oberen und seitlichen Bereichen. An einzelnen stärker beanspruchten Stellen, wie beispielsweise den Flossen kann die Materialstärke auch bis zu Zentimetern betragen.
Beide Rümpfe sind mit Auftriebskörpern gefüllt, um bei einer Beschädigung die Schwimmfähigkeit zu erhalten. Erreichbar ist der Innenraum eines Rumpfes je über einen Inspektionsdeckel, der sich im Bereich der hinteren Beamaufnahmen befinden.

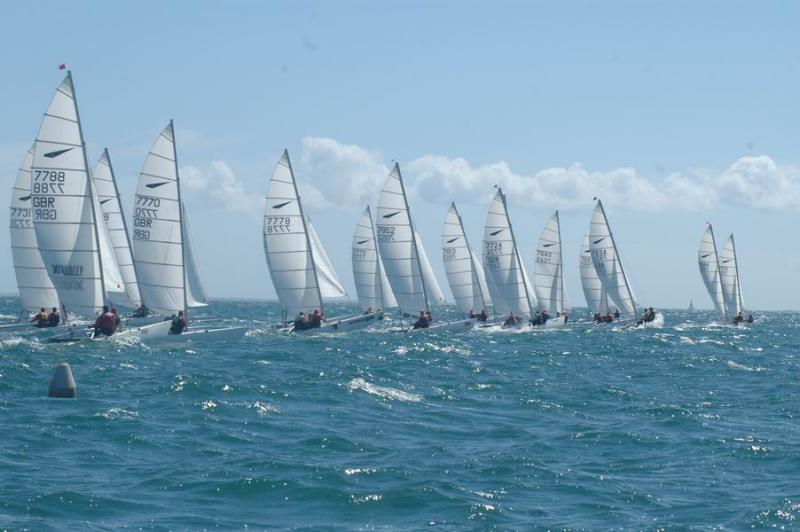
Mehrere Dart-18-Boote

## Rigg, Takelage, Segel
Das Rigg besteht aus einem drehbar gelagerten Mast, der durch ein Wantenpaar und ein Vorstag gehalten wird. Die Wanten sind durch ein einfaches Versetzen der unteren Haltebolzen an den Wanteisen einstellbar. Salinge besitzt der Dart 18 nicht.
Das Großsegel wird ohne Baum gefahren und ist mit neun Segellatten komplett durchgelattet. Die Fock besitzt in der Schot eine einfache Übersetzung.

## Ausrüstung
Oft wird der Dart 18 mit einem Gennaker aufgerüstet, wie er beispielsweise beim Tornado seit seiner Überarbeitung im Jahr 2000 offiziell gefahren wird. Dies ermöglicht eine erhebliche Steigerung der Geschwindigkeit auf Vorwind und Raumschotkursen. Jedoch ist dieser bei Wettfahrten des Dart 18 nicht zulässig.
Zusätzlich wird meist eine Rollfockanlage installiert, um beim Setzen des Gennakers das Vorsegel bergen zu können.
Außerdem kann der Vorschoter, wie es bei vielen sportlichen Regattabooten üblich ist auf eine Trapezeinrichtung zurückgreifen. Ein Trapez für den Steuermann ist nicht oft zu sehen, doch die Halterungen sind vorhanden.